# 中京短期大学 (愛知県)
中京短期大学（ちゅうきょうたんきだいがく）は、愛知県名古屋市昭和区八事本町101-2に本部を置いていた日本の私立大学である。1954年に設置され、1957年に廃止された。

## 概要

### 大学全体
- 愛知県名古屋市昭和区に所在した[1]日本の私立短期大学で、設置主体は学校法人梅村学園。
- 昼間部1学科で入学定員40名体制[2]で1954年に開学するも[3]、翌年の入学生を最後に[注釈 3]、僅か3年後の1957年に短期大学としての使命を終える[4]。

### 教育および研究
- 商業をベースとした専門教育が行われていた。

## 沿革
- 1954年
  - 2月15日 左記を以て文部省[注 2]より短期大学の設置が認可される[5]。
  - 4月1日 中京短期大学が以下の学科体制にて開学する。
    - 商科[注 4]
- 1955年
  - 4月1日 当年度で募集終了[注釈 3]。
- 1957年　
  - 5月17日 - 左記を以て廃止が認可される[11]。

## 基礎データ

### 所在地
- 愛知県名古屋市昭和区八事本町101-2[注釈 2]

## 教育および研究

### 組織

#### 学科
- 商科[注 5]

#### 専攻科
- なし

#### 別科
- なし

#### 取得資格について
- 教職課程として、中学校教諭二級免許状（職業）と高等学校教諭二級免許状（商業）があった[12][13][14]。

### 研究
- 『中京論叢』[15]

## 大学関係者と組織

### 大学関係者一覧

#### 大学関係者
- 梅村清明：開学から閉学まで学長。

## 施設

### キャンパス
- 校地面積は、86,487m2となっていた。
- 本館・1号館・7号館[注 6]・講堂・図書室[注 7]・体育館ほか。全て、木造校舎。

### 系列校
- 中京商業高等学校

## 社会との関わり
- 1954年の開学当初、中京短期大学の講堂にて政治討論会が行われた[16]。

## 卒業後の進路について

### 編入学・進学実績
- 改組されたばかりの中京大学2年次へ編入学が認められた[17]。

## 関連サイト
- 歴史|中京大学